# بردار ستونی
در جبر خطی، بردار ستونی یا ماتریس ستونی (به انگلیسی: Column vector) ماتریسی با ابعاد {\displaystyle m\times 1} (بخوانید m در ۱، به معنی m سطر و ۱ ستون) است که معرف ماتریسی با m درایه در ستونی واحد است:
{\displaystyle \mathbf {x} ={\begin{bmatrix}x_{1}\\x_{2}\\\vdots \\x_{m}\end{bmatrix}}}
ترانهادهٔ یک بردار ستونی، یک بردار سطری است و بالعکس:
{\displaystyle {\begin{bmatrix}x_{1}\\x_{2}\\\vdots \\x_{m}\end{bmatrix}}^{\rm {T}}={\begin{bmatrix}x_{1}\;x_{2}\;\dots \;x_{m}\end{bmatrix}}}
برای ساده‌سازی نوشتن بردار ستونی در یک متن، گاهی آن را به صورت ترانهادهٔ یک بردار سطری می‌نویسند (شیوهٔ نگارش جایگزین ۱):
{\displaystyle \mathbf {x} ={\begin{bmatrix}x_{1}\;x_{2}\;\dots \;x_{m}\end{bmatrix}}^{\rm {T}}}
یا
{\displaystyle \mathbf {x} ={\begin{bmatrix}x_{1},x_{2},\dots ,x_{m}\end{bmatrix}}^{\rm {T}}}
یا به منظور ساده‌سازی بیشتر بعضی نویسندگان به‌طور قراردادی برداردای ستونی را به صورت سطری می‌نویسند، با این تفاوت که درایه‌های بردار سطری با ویرگول از هم جدا می‌شوند، اما درایه‌های بردار ستونی با نقطه ویرگول از هم جدا می‌شوند (شیوهٔ نگارش جایگزین ۲):
|                      | بردار سطری                                                                    | بردار ستونی |
| -------------------- | ----------------------------------------------------------------------------- | --- |
| شیوهٔ نگارش استاندارد | {\displaystyle {\begin{bmatrix}x_{1}\;x_{2}\;\dots \;x_{m}\end{bmatrix}}}     | {\displaystyle {\begin{bmatrix}x_{1}\\x_{2}\\\vdots \\x_{m}\end{bmatrix}}{\text{ or}}{\begin{bmatrix}x_{1}\;x_{2}\;\dots \;x_{m}\end{bmatrix}}^{\rm {T}}} |
| شیوهٔ نگارش جایگزین ۱ | {\displaystyle {\begin{bmatrix}x_{1},x_{2},\dots ,x_{m}\end{bmatrix}}\qquad } | {\displaystyle {\begin{bmatrix}x_{1},x_{2},\dots ,x_{m}\end{bmatrix}}^{\rm {T}}}                                                                          |
| شیوهٔ نگارش جایگزین ۲ | {\displaystyle {\begin{bmatrix}x_{1},x_{2},\dots ,x_{m}\end{bmatrix}}\qquad } | {\displaystyle {\begin{bmatrix}x_{1};x_{2};\dots ;x_{m}\end{bmatrix}}}                                                                                    |